# BJ的單身日記
《BJ的單身日記》（英語：Bridget Jones's Diary）是英国女作家海伦·菲尔丁在1996年发行的一部畅销小说。內容以日记的形式，描绘了一个30岁左右的伦敦单身职业女性——布里吉特·琼斯一年的生活。在日记中，她以幽默的口吻写出了她的职业生涯、个人形象、恶习、以及家人、朋友和浪漫的关系。

## 题材
这本小说与同为英国小说家的简·奥斯汀（Jane Austen）所著之經典小说《傲慢与偏见》间，可以找到许多相似之处，最明显的是男主角的性格特征，甚至是姓氏（《傲》中的费兹威廉·达西（Fitzwilliam Darcy）与《布》中的马克·达西（Mark Darcy））。

## 电影改编
2001年，這本小說改編成同名電影，由莎朗·麥加爾（Sharon Maguire）執導，曉·格蘭特及哥連·卓夫主演。
作者菲尔丁曾表示，她與書中的女主角琼斯一樣，很喜歡曾扮演费兹威廉·达西的哥連·卓夫，因而對哥連·卓夫答應出演马克·达西極為高興。

## 获奖
这部小说在1998年获得英國圖書大獎年度圖書獎（British Book of the Year, British Book Awards）。
1. ↑  Kirby, Terry. . The Independent. 13 November 2004  [4 August 2015]. （原始内容存档于2015-09-24）.